# 尤寧鎮區 (堪薩斯州多尼芬縣)
尤寧鎮區（英語：Union Township）為美國堪薩斯州多尼芬縣轄下的鎮區。2010年美国人口普查中該鎮區人口有297人。

## 歷史
尤寧鎮區於1878年設立。

## 地理
尤寧鎮區涵蓋總面積為93.48平方（36.09平方英里）。

### 行政區劃
- 城市：登頓

### 墓園
根據美國地質調查局的資料，此鎮區擁有5座墓園：
- 安德森墓園（Anderson Cemetery）
- 登頓墓園（Denton Cemetery）
- 羅伯遜墓園（Robertson Cemetery）
- 聖瑪麗斯墓園（Saint Marys Cemetery）
- 維克托里墓園（Victory Cemetery）

## 人口統計
根據2010年美國人口普查，尤寧鎮區人口有297人，住房152戶，人口密度為3.18人/每平方公里。此鎮區居民之種族中，白人佔94.61%，非裔美國人佔0%，美洲原住民佔0.34%，亞裔美國人佔0%，太平洋島裔美國人佔0%，其他種族佔0%，混血種族則佔5.05%。而西班牙裔或拉丁裔美國人佔此鎮區人口的1.68%。

## 外部連結
- City-Data.com （页面存档备份，存于）